# 林学科
林学科（りんがっか）は、日本の大学に設置された学科の名称。
現在では、かつて林学科を設置していた大学側が森林科学科という名称に移行したり、林学系の既存の学科を生物生産学科などに統合し、1つないし2学科を中心とした少学科制に移行していて、この名称の学科はみられない。

## 変遷
戦前期の大学農学部、また農学系学校の発足時は「農林学校」という名称で、学科は農学科、林学科の2学科を基本として構成されていた。戦前期から農学部一学科という位置づけで、農林系実業専門学校の設立があいついだ時期、学科構成は農学科と林学科に、もうひとつ関連の学科で設立されていた。たとえば、1920年発足の九州帝国大学農学部では最初農学科という名称で3講座にしていたが、翌1921年には早くも講座を分岐独立させ農芸化学科と林学科を設置し、3学科体制としている。
林学での旧制林学高等教育機関は戦前期12あり、その内帝国大学林学科が4、専門学校林学科が8という構成である。帝国大学林学科の在籍者と専門学校林学科在籍者の人数構成比も学校数と在籍者比はほとんど同じになっている。1949年、新制国立大学が開学した時点で国立大学に設置されていた林学科は全部で18学科あり、その後公立農科大学から後に移管され、その数は戦後最盛期24学科にまで増加する。
林学科からは化学系が分離独立して林産学科という学科も誕生している。学制改組で発足した北海道大学では帝大時代の林学科から林産学科を独立する形で発足させる。新制九州大学でも林学科から後に林産学科が発足、戦時中の1944年に大学附置研究所として設置された木材研究所が後に農学部付属木材研究施設となり、一部が林産学科の分離独立時にその母体となっている。
このほか、戦後新制大学に移行した農学部で公立では京都府立大学、私立では東京農業大学と日本大学の各大学に林学科は設置されている。また玉川大学では農学科中の林学研究室という位置づけで演習林を確保して林学専門教育を行っている。
しかし農学分野で林学が低下傾向を、また産業としても林業は低下傾向をたどり、以後は日本で林学専門高等教育機関や学部は、戦後混乱期の例外を除き設立されることは無くなる。80年代後半、母体の農学部の組織改革がなされ、林学教育組織自体も大きく変化していく。「改革」の大波を受けて林学科は他の学科とともに名称としては次々と姿を消していくのである。
なお課程は4年制課程であったがJounior Collegeであったこと、学部自体がDepartment扱いであったため、日本の統治外時代の琉球大学では林学部が設立されていたことがある。この学部の卒業者称号は林学士であった。林学部自体は結局、大学組織の改組によって1954年に農家政学部に統合され林学科として設置、更に1958年には農家政工学部、1972年沖縄の日本返還時に国立大学になる際、改組5学部のうち農学部に属することになる。

## 造園施工管理技士
林学科、林業科、生物環境学科といった名称の学科出身者は、所定の実務年数を経て造園施工管理技士の受験資格を得ることができる（番号は10）。
以下の大学の学科に関しても、同様であるが、※は履修確認が必要になる。
- 資源生物環境学科 - 名古屋大学農学部
- 農林生産学科 - 宮崎大学農学部
- 旧農林生産学科 - 岩手大学農学部
- 旧農林環境科学科森林科学講座 ※ - 岩手大学農学部
- 森林科学科 - 京都大学農学部
- 農林総合科学科（生物生産学講座、生物資源科学講座、森林生産学講座）- 鳥取大学農学部
- 生物資源環境学科生物資源生産科学コース、地域環境工学分野、 生物資源環境学科のうち地球森林科学コースは※ - 九州大学農学部
- 環境保護学科、環境・資源学科 - 東京農工大学農学部
- 生物資源学類（旧農林学類）- 筑波大学